# ネシェ・シェンソイ
ネシェ・シェンソイ（Neşe Şensoy Yıldız  1974年6月10日- ）は、トルコのイスタンブール出身の柔道選手。階級は48kg級。身長156cm。

## 人物
2000年のシドニーオリンピック48kg級は初戦で敗れた。2001年の地中海競技大会では優勝を飾った。2003年の世界選手権では3位に入った。2004年のアテネオリンピックでは2回戦で敗れた。2005年にはヨーロッパ選手権で3位になると、2006年には2位に入った。

## 主な戦績
- 1995年 - ブルガリア国際　優勝
- 1997年 - ブルガリア国際　3位
- 1998年 - ロシア国際　3位
- 2000年 - ブルガリア国際　2位
- 2000年 - ハンガリー国際　3位
- 2000年 - チェコ国際　2位
- 2001年 - オーストリア国際　優勝
- 2001年 - ポーランド国際　3位
- 2001年 - 地中海競技大会　優勝
- 2002年 - ブルガリア国際　2位
- 2002年 - オーストリア国際　優勝
- 2002年 - チェコ国際　2位
- 2003年 - ドイツ国際　2位
- 2003年 - 世界選手権　3位
- 2005年 - ヨーロッパ選手権　3位
- 2005年 - 地中海競技大会　3位
- 2006年 - ヨーロッパ選手権　2位